# Abyssidrilus profundus
Abyssidrilus profundus is een ringworm uit de familie van de Tubificidae. De wetenschappelijke naam van de soort is voor het eerst geldig gepubliceerd in 1970 door Cook.